# 夏應台
夏应台（1573年—？），字三星，江西南昌府星子县人，明朝政治人物。

## 生平
万历二十八年（1600年）庚子應天乡试举人，三十五年（1607年）丁未科進士。礼部觀政，本年六月授嘉兴府推官，三十八年调兖州府推官，三十九年升南刑部主事，四十四年升郎中，天启元年升肇庆知府，三年升海南道副使，六年升贵州参政，崇祯元年升云南按察使，致仕。

## 家族
曾祖夏盛，壽官。祖父夏玉成，知县。父夏霖，县主簿。母于氏。严侍下。兄應舉。弟應明、應箕、應槐。